# Rakit
För andra betydelser, se Rakit (olika betydelser).
Rakit (rakitis), eller engelska sjukan, är en bristsjukdom som främst drabbar barn och som orsakas av för lite D-vitamin. Det leder till ett mjukt och missformat skelett. I Sverige förekommer engelska sjukan mest i samband med lever- eller tarmsjukdomar, även njursjuka barn kan påvisa detta.
Rakit orsakas av D-vitaminbrist. Det karaktäriseras av en otillräcklig upplagring av kalcium och fosfat i benstommen. Hos barn blir benstommen mjuk och böjlig, fontanellen sluter sig mycket långsamt och barnets huvud blir större än normalt. Barnet blir hjulbent eller kobent, revbenen degenereras och bröstkorgen sjunker in. Tänderna kommer sent och utvecklas dåligt. Bäckenet deformeras. Engelska sjukan har varit känd sedan 1600-talet. Ytterligare följder av brist är kramper (tetani), energiförlust, tandlossning, närsynthet, nervositet, lättretlighet, trötthet, snabb puls.
Under industrialiseringen flyttade många engelska arbetarfamiljer från den soliga landsbygden till städerna. Man upptäckte efter en tid att barnen blev hjulbenta. Efter undersökningar visade det sig att brist på solljus leder till för liten kroppsegen bildning av D-vitamin, vilket är nödvändigt för benvävnaden vid till exempel upptag av kalcium, därav namnet engelska sjukan.

## Epidemiologi
Rakit är ovanligt i Europa och Nordamerika. Det är relativt vanligt förekommande i Mellanöstern, Asien och Afrika.